# Tour du Chaffard
La tour du Chaffard est une ancienne tour sur motte, du XIVe siècle, centre de la seigneurie du Chaffard, sur la commune de Cruet, une commune française, dans le département de la Savoie en région Auvergne-Rhône-Alpes.

## Situation
La tour du Chaffard se dressait au dessus du Mas d'Aoust, dit aussi Madoux, un village fortifié, actuel hameau de Masdoux, situé sur le territoire communal de Cruet, dans la combe de Savoie.
Chaffard, dérivé de catafaldum (en français chaffal), désigne un échafaudage en bois, « servant ordinairement de fortification ».

## Histoire
La tour du Chaffard ainsi que les châteaux de Verdun, de la Rive et la maison forte du Chanay, sont tous situés sur la commune de Cruet. Ils constituaient un ensemble défensif important. L'histoire de la tour du Chaffard est étroitement liée au château de Verdun-dessus, ayant toujours eu les mêmes propriétaires.
Elle est à l'origine la possession de familles vassales de celles des Miolans, Verdon et Chignin.
En 1657, le comte Centorio Gagnoli, marié à Barbe de Tignac, fille d'un capitaine du château de Montmélian, est seigneur du Chaffard et de Verdun. Vers 1643, il était gouverneur des châteaux de Montmélian, Charbonnières et de Miolans.
En 1730, la tour est entre les mains du marquis Charles-Emmanuel Cagnol de La Chambre, qui possède également le château de Verdun. Il était le petit-neveu de Centorio Gagnoli et le petit-fils de Christine de Cagnol (†1723), épouse du baron du Donjon (Drumettaz-Clarafond), qui en fit son héritier universel.
En 1933, il était toujours la possession des marquis de La Chambre, auxquels leur ont succédé des descendants par alliance.

## Description
La tour-résidence est construite sur une butte artificielle de 15 à 20 m de rayon, constituée de pierres formant glacis. Elle s'éclaire par une fenêtre géminée divisée par une colonnette à chapiteau. De la maison forte, aujourd'hui en ruine, qui lui est accolée, il subsiste une cheminée moulurée datant probablement du XVIe siècle.

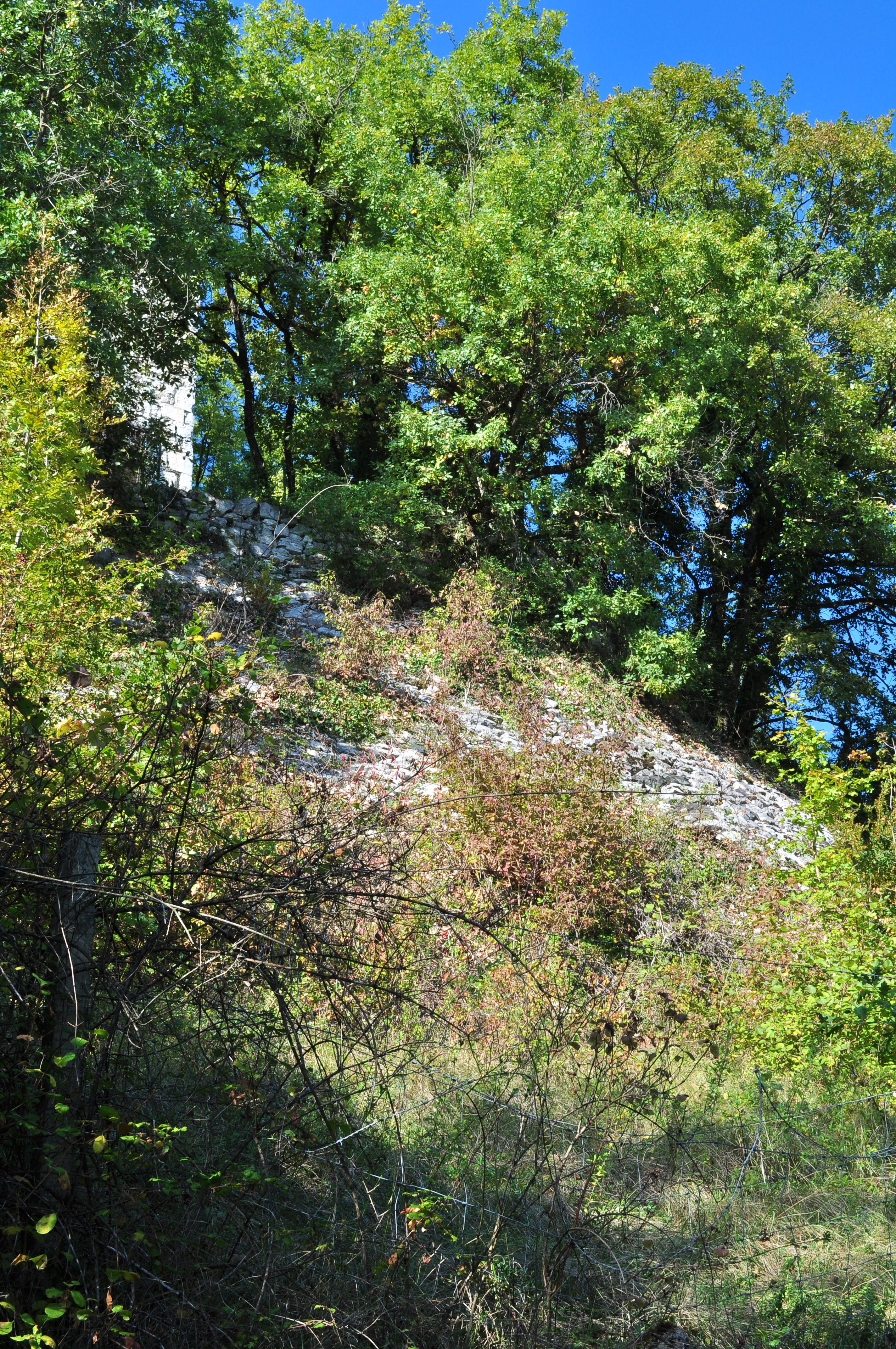
La butte artificielle formant glacis
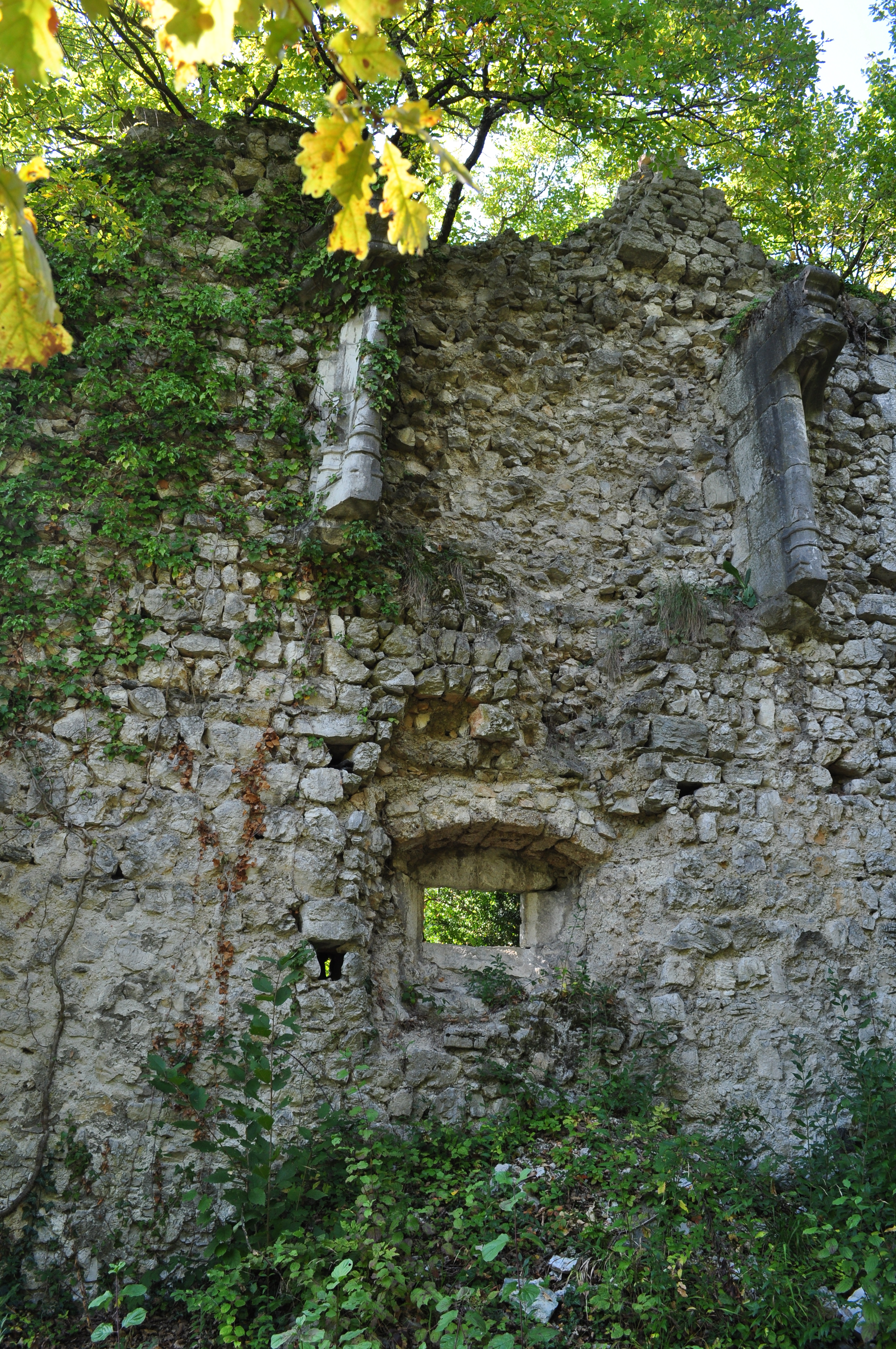
La cheminée de la maison forte
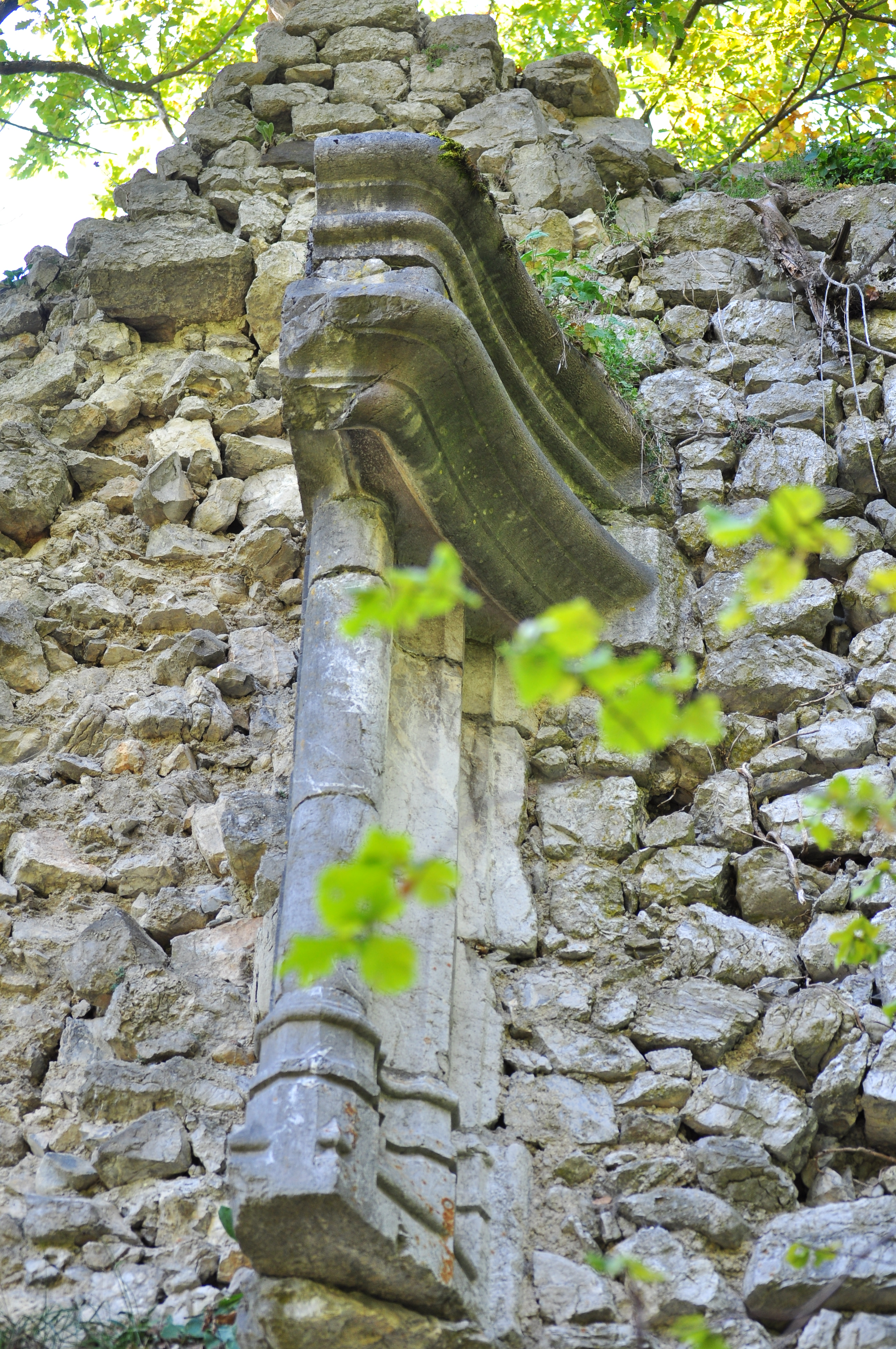
Pied-droit de la cheminée
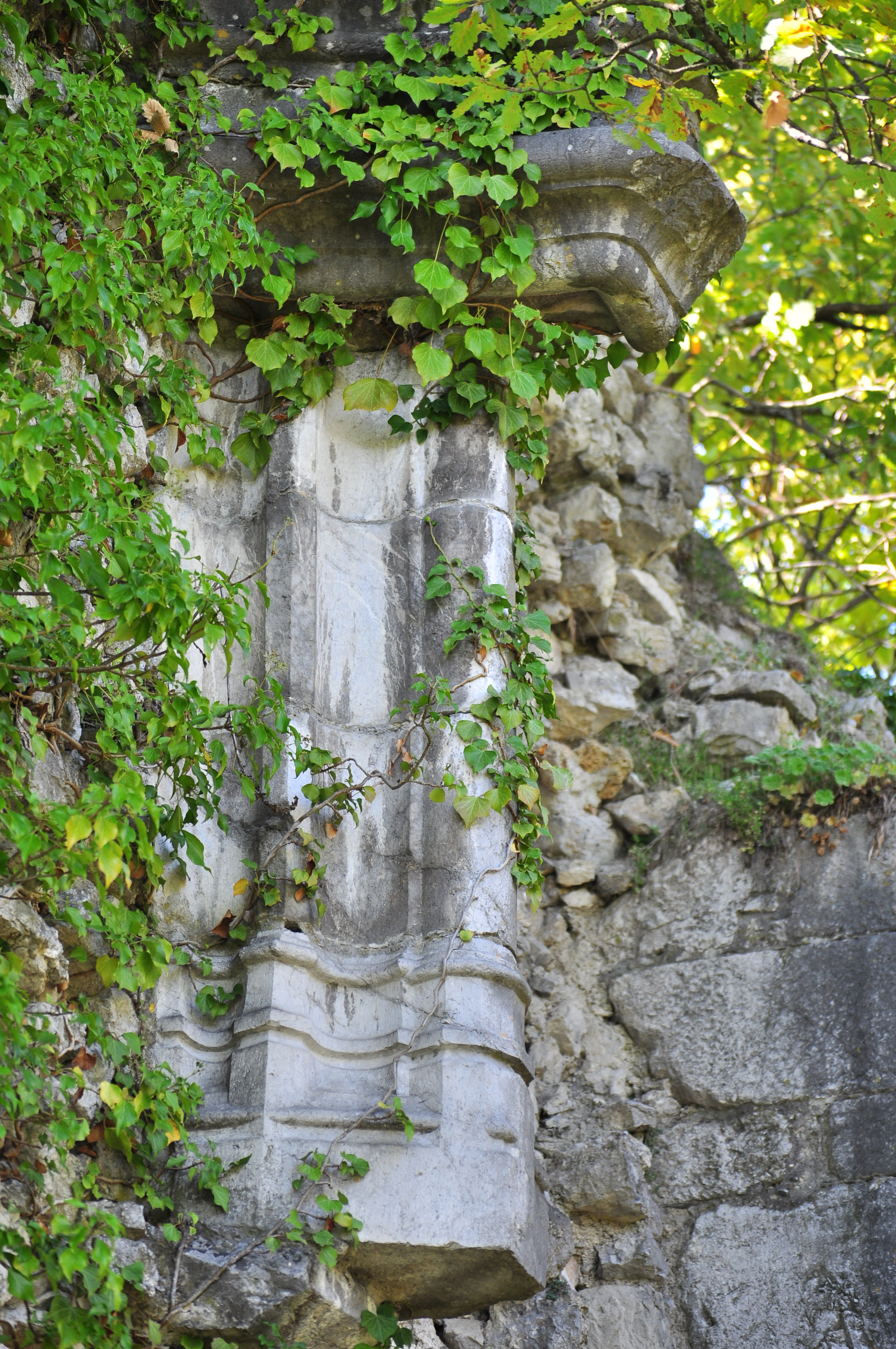
Pied-droit de la cheminée